# Rosi Sánchez
Rosaura Carmen Sánchez Luján, detta Rosi (Las Palmas de Gran Canaria, 2 dicembre 1974), è un'ex cestista spagnola.
Guardia di 174 cm, ha vinto due Copas de la Reina e una Coppa Ronchetti con il Gran Canaria e due campionati italiani con le maglie della Famila Schio e di Taranto Cras Basket. È la giocatrice con più presenze della nazionale spagnola.

## Carriera
Ha giocato per undici anni con il C.B. Islas Canarias, con cui ha vinto due coppe nazionali e una Coppa Ronchetti. Intanto, con la nazionale ha vinto due bronzi agli Europei 2001 e 2003. In patria, ha vestito anche la maglia del Godella-Valencia.
La sua carriera italiana è iniziata nel 2003-04 quando è approdata alle Pantere Basket Caserta, dove ha conquistato la salvezza, successivamente nel 2005-06 ha giocato per la prima parte del campionato con la Coconuda Maddaloni. Nel 2006-07 è stata messa sotto contratto dalla Levoni Taranto.
Tornata nel campionato spagnolo nel corso dell'ultima stagione, con l'Islas Canarias, a marzo 2008 è passata alla Famila Schio, con cui ha vinto lo scudetto ma non l'EuroCoppa, in cui non è mai scesa in campo.
Nel dicembre 2008 ritorna a Taranto contribuendo alla conquista del secondo scudetto della formazione tarantina.

## Palmarès
- Coppa della Regina: 2
Gran Canaria: 1999, 2000
- Coppa Ronchetti: 1
Gran Canaria: 1999
- Campionato italiano: 2
Pall. Schio: 2007-08
Taranto Cras Basket: 2008-09